# Maculonaclia lambertoni
Maculonaclia lambertoni là một loài bướm đêm thuộc phân họ Arctiinae, họ Erebidae.